# Fuzzy duck
Fuzzy duck — це гра з випивкою, де гравці сідають у коло та по черзі вимовляють слова "Fuzzy duck" (укр. "Пухнаста качка"). Гравець також може сказати «Does he?» (укр. "Він?"), і в цьому випадку гра продовжиться в протилежному напрямку, а гравці замість цього скажуть «Ducky fuzz» (укр. "Качиний пух"). Якщо гравець говорить неправильно, грає поза чергою або порушує ритм гри, він повинен випити узгоджену порцію алкогольного напою.
Іноді гравці неправильно говорять такі фрази, як «Duzzy fuck» («Does he fuck?») або «Fucky duzz» («Fuck he does»). Книга Book of Beer Awesomeness описує привабливість гри, яка полягає в тому, щоб «спостерігати, як зарозумілий гравець вигукує низку непристойностей».
Одна зі стратегій полягає в тому, щоб, кажучи «Does he?», дивитися на людину, яка зазвичай була б поруч. Зазвичай це змушує цього гравця продовжувати гру і водночас змушує гравця, чия черга насправді, нічого не говорити. Обидва гравці повинні пити: один за гру поза чергою, а інший за порушення ритму гри.
У тесті The Independent вона була визнана найкращою рівною з ibble dibble з 9 ігор з випивкою.